# Dobrá Voda (Horní Stropnice)
Pour les articles homonymes, voir Dobra Voda.
Dobrá Voda (en allemand Brünnl) est une partie du village de Horní Stropnice, en République tchèque, dans le sud de la Bohême. C'est un lieu de pèlerinage et une ancienne station thermale.
En 2011 y vivaient en permanence 84 résidents.
C'est sur les Novohradské hory, "Monts de Nové Hrady" (versant nord aux Kraví Hory, "Montagne dite aux vaches"), que l'église baroque majestueuse apparait comme un point de repère. Par temps clair, on peut voir jusqu'à České Budějovice et Třeboň.
Ce fut le lieu de pèlerinage le plus visité dans le diocèse de České Budějovice, les pèlerins y affluaient non seulement de la République tchèque et d'Autriche, mais également de Bavière, de Moravie et de Hongrie.
Dobrá Voda était aussi un site reconnu pour son eau légèrement radioactive et pour la qualité de l'air que l'on y respire, d'où l'idée d'y créer une station thermale.

## Histoire
La première mention écrite sur le village date de l'année 1259.

## Histoire du lieu de pèlerinage
Dobrá Voda, et à proximité Hojná Voda, sont fondés pour être une station thermale puis un lieu de pèlerinage. Les pouvoirs de guérison des sources sont reconnus depuis l'Antiquité. À la fin de la XVIIe siècle, la Vierge Marie apparaît, au-dessus d'une source, à un berger de Bedřich. Peu de temps après, plusieurs guérisons miraculeuses sont authentifiées. La renommée du lieu devient si importante qu'il fut promu, le 30 juin 1707, au rang de ville. La foule des pèlerins devenant également importante, le comte Philippe-Emmannuel de Buquoy décide d'y faire construire la basilique de l'Assomption de la Vierge Marie (1708–1715), un presbytère et des bains. À côté de l'église, en 1718, un manoir, résidence des Buquoy, est également construit par un architecte inconnu; en 1747, une école est ajoutée.
La saison du pèlerinage durait de la Saint-Florian de Lorch à la Saint-Léonard de Noblat (du 5 mai au 6 novembre), et accueillait chaque année des dizaines de milliers de pèlerins (dans les premières années après la construction de la basilique le nombre était estimé à 60.000). Le pèlerinage et ses processions durèrent jusqu'en 1938. Après 1945, la population du canton de Dobrá Voda fut déportée et les bâtiments commencèrent à être démolis, y compris la résidence des Buquoy. La source thermale principale fut comblée, et l'église menacée de démolition. Dans les années soixante, la tradition du pèlerinage fut restaurée pendant plusieurs années. Lors de la normalisation, à nouveau, Dobrá Voda retomba dans le déclin. Après 1989, Dobrá Voda retrouve la vie, grâce au tourisme et aux fidèles venus d'Autriche.

## Patrimoine
- Église de l'Assomption de la Bienheureuse Vierge Marie
- Presbytère

## Curiosités
Près de l'église se trouvent deux petites fontaines où coule une eau pure de source. Elles sont situées au niveau même des grilles en fer forgé, sous de l'entrée principale de l'église avec le triple escalier.